# Keelby
Keelby är en ort och civil parish i Storbritannien.   Den ligger i grevskapet Lincolnshire och riksdelen England, i den sydöstra delen av landet, 230 km norr om huvudstaden London. Keelby ligger 20 meter över havet och antalet invånare är 2 220.
Terrängen runt Keelby är platt. Runt Keelby är det tätbefolkat, med 762 invånare per kvadratkilometer. Närmaste större samhälle är Kingston upon Hull, 19,6 km norr om Keelby. Trakten runt Keelby består till största delen av jordbruksmark.